# Ballerina (Malou Prytz)
Ballerina è un singolo della cantante svedese Malou Prytz, pubblicato il 1º febbraio 2020 sulle etichette The Bank Music e Warner Music Sweden.

## Descrizione
Con il brano la cantante ha preso parte a Melodifestivalen 2020, la competizione canora svedese utilizzata come processo di selezione per l'Eurovision Song Contest 2020. Essendo risultata la terza più votata dal pubblico fra i sette partecipanti alla sua semifinale, ha avuto accesso alla fase dei ripescaggi per la finale, ma ha perso il suo duello contro Paul Rey, venendo quindi eliminata.

## Tracce
Testi di Jimmy Jansson, Peter Boström e Thomas G:son.
1. Ballerina – 3:02

## Classifiche
| Classifica (2020) | Posizione massima |
| ----------------- | ----------------- |
| Svezia            | 40                |